# Unione Popolare (Belgio)
L'Unione Popolare (in fiammingo: Volksunie - VU) è stato un partito politico di orientamento liberal-democratico e nazionalista attivo in Belgio, nella comunità fiamminga, dal 1954 al 2011.
Si presenta come successore dell'Unione Popolare Fiamminga Cristiana.
Nel 2001 si è suddiviso in due distinti soggetti politici:
- Nuova Alleanza Fiamminga;
- SPIRIT, poi divenuto Partito Social-Liberale.

## Risultati elettorali
| Elezione          | Voti    | %     | Seggi    |
| ----------------- | ------- | ----- | -------- |
| Parlamentari 1954 | 113.632 | 2,20  | 1 / 212  |
| Parlamentari 1958 | 104.823 | 1,98  | 1 / 212  |
| Parlamentari 1961 | 182.407 | 3,46  | 5 / 212  |
| Parlamentari 1965 | 333.409 | 6,43  | 12 / 212 |
| Parlamentari 1968 | 506.697 | 9,79  | 20 / 212 |
| Parlamentari 1971 | 586.917 | 11,11 | 21 / 212 |
| Parlamentari 1974 | 536.287 | 10,20 | 22 / 212 |
| Parlamentari 1977 | 559.567 | 10,04 | 20 / 212 |
| Parlamentari 1978 | 388.762 | 7,02  | 14 / 212 |
| Europee 1979      | 324.540 | 5,96  | 1 / 24   |
| Parlamentari 1981 | 588.436 | 9,77  | 20 / 212 |
| Europee 1984      | 484.494 | 8,47  | 2 / 24   |
| Parlamentari 1985 | 477.755 | 7,88  | 16 / 212 |
| Parlamentari 1987 | 495.120 | 8,06  | 16 / 212 |
| Europee 1989      | 318.153 | 5,39  | 1 / 24   |
| Parlamentari 1991 | 363.124 | 5,89  | 10 / 212 |
| Europee 1994      | 262.043 | 4,40  | 1 / 25   |
| Parlamentari 1995 | 283.516 | 4,67  | 5 / 150  |
| Parlamentari 1999 | 345.576 | 5,56  | 8 / 150  |
| Europee 1999      | 471.238 | 7,57  | 2 / 25   |